# Plebejus cleomenes
Plebejus cleomenes är en fjärilsart som beskrevs av Hans Fruhstorfer 1910. Plebejus cleomenes ingår i släktet Plebejus och familjen juvelvingar. Inga underarter finns listade i Catalogue of Life.